# Папірник (Малин)
Футбольний клуб «Папірник» — український футбольний клуб, з міста Малина Житомирської області.

## Історія
Назви:
- 1923—1941: «Папірник» Малин,
- 1946—1960: «Червона Зірка» Малин,
- 1961—1979: «Авангард» Малин,
- 1979—2000: «Папірник» Малин

Першу футбольну команду в Малині було створено на паперовій фабриці у 1923 році. Організаторами команди «Папірник» були Микола Сидорович та Іван Кравченко. Пізніше робітники паперової фабрики самотужки побудували власний стадіон, на якому і проводили змагання. До війни чемпіонати області не проводились. І тому футбольні колективи змагались між собою у товариських матчах із спортсменами Коростеня, Радомишля, Коростишева та інших міст.
Після закінчення другої світової війни поступово у Малині відроджуються і футбольні традиції.
Значного успіху малинські футболісти досягли у 50-х роках. 20—24 липня 1950 року в Малині проходила республіканська першість ДСТ «Червона Зірка», участь в якій брали колективи лісової, паперової та деревообробної промисловості. У фінальному матчі між командами Малина та Чернігова вже на сьомій хвилині гри лівий нападник П. Мельник відкрив рахунок, а наприкінці матчу рахунок був вже 4:0 на користь малинчан. Перехідний кубок чемпіона було вручено капітану команди папірників Ф. Онищенку. Рівно через рік, 24 липня 1951 року, малинська команда знову грала у фіналі цього турніру. Цього разу, щоправда, вона поступилась закарпатським футболістам і задовольнились другим місцем.
Саме в 50-ті роки у Малині сформувалась цільна футбольна команда, яка грала на обласних, республіканських та галузевих першостях, проводила товариські матчі. Вдалим для малинчан у обласних змаганнях виявився 1955 рік. Вони здобули «срібний дубль» — другі місця в розіграшу кубка області та в першості Житомирщини. У 1956 році «Червона Зірка» здобула перше місце в чемпіонаті області, випередивши бердичівський «Прогрес» лише на одне очко, і наступного року взяла участь у зональних змаганнях на першість України. Яскраві сторінки в історію малинського футболу 50-х років вписали Ф. Онищенко, Л. Поліщук, Л. Максимчук, І. Тищенко, Г. Нікітін, Ю. Корнійчук, М. Черненко, Л. Воскобойник, В. Юрчук, Л. Яковенко та інші.
В 1968 році малинчани вдало виступили у розіграші кубка області. На своєму шляху вони обіграли у чвертьфіналі «Машинобудівник» із Новограда-Волинського 1:0, а у півфіналі розгромили радомишльський «Авангард» 5:0. У фіналі на них чекав бердичівський «Шкіряник». Футболісти «Авангарда» зуміли обіграти «Шкіряник» і стали володарями Кубка області.
Складний для малинських футболістів був сезон 1969 року. Їм довелось одночасно виступати в декількох турнірах: чемпіонат області, кубок області, Кубок «Укрліспапірпрому» та першість України серед колективів фізкультури. Восени 1969 року малинчани завоювали український республіканський Кубок «Союзпапірдеревпрому». у фінальному поєдинку, який проходив у смт. Понінка, вони перемогли команду м. Києва. У 60-70-ті роки в малинському «Авангарді» грали Віктор Ревенко, Євген Ананьєв, Василь Канюка, Микола Бойко, Анатолій Никитенко, Богдан Козакевич, Анатолій Бернацький, Анатолій Суботін, Анатолій Тарабарин, Павло Олексійчук, Анатолій Гуренко, Анатолій Михалець, Іван Осипенко, Віктор Тарасюк, Георгій Скуратівський та інші.
У 1980-тих малинські футболісти не менш вдало виступали у різних турнірах. У 1981 році «Папірник» зайняв друге місце в чемпіонаті області. У 1983 та 1984 роках малинський «Папірник» став володарем Кубка обласної ради ДСТ «Авангард», а ще раніше, 1982 року, вийшов до фіналу Кубка республіканської ради ДСТ «Авагард». У ті роки за «Папірник» виступали О. Самсоненко, В. Садков, В. Милашевський, С. Тарасюк, А. Клименко, В. Довгий, В. Іщук, С. Єрмаков, О. Іщенко, С. Подлевський, А. Бусигін, С. Знайда, Я. Яцишин, І. Бубісь, В. Бондарчук, Г. Литвак та інші.
Вдалим був виступ основного та юнацького складу «Папірника» в чемпіонаті області 1989 року. Малинчани стали першими як у клубному заліку, так і основним складом. Команду до перемоги привів тренер Геннадій Литвак. Двадцять футболістів виходили в основному складі на поле: Андрій Дановський, Павло Івахненко, Сергій Тарасюк, Володимир Матвійчук, Геннадій Сущевський, Микола Горовий, Віктор Бабич, Ігор Марченко, Володимир Горохович, Анатолій Гарбар, Василь Буткевич, Валерій Зубенко, Тимофій Тетерський, Василь Милашевський, Анатолій Бурчик, Юрій Кузьменко, Іван Бубісь, Анатолій Бусигін, Дмитро Корганов, Петро Любченко.
У сезоні 1990 року малинські футболісти провели 67 календарних матчів: 32 — в першості області, 5 — в розіграші Кубка області, 30 — в першості України серед колективів фізичної культури. В обласній першості основний склад посів друге місце, а в республіканській першості — дев'яте в своїй зоні.
У наступному році «Папірник» зіграв 68 офіційних матчів. В чемпіонаті області вони зайняли перше місце. Із 68 можливих очок «Папірник» набрав 61 — 29 перемог, 3 нічиї та 2 поразки, різниця забитих і пропущених м'ячів 110-24 (+86). На поле виходили 22 футболісти: А. Дановський, П. Івахненко, С. Тарасюк, А. Гарбар, В. Матвійчук, О. Адаменко, В. Зубенко, І. Марченко, М. Горовий, А, Бурчик, Л. Клокун, А. Бусигін, Ю. Воловець, О. Коновал, В. Милашевський, В. Новиченко, С. Вашуленко, О. Ткаченко, П. Корнійчук, В. Кучинський, В. Бабич, В. Гошовець. Найкращим бомбардиром у команді був Л. Клокун, який в 32 матчах забив 29 м'ячів.
11 грудня 1992 року в місті створюється футбольний клуб «Папірник». Першим президентом клубу став Є. І. Вербицький. В адміністративну раду увійшли П. І. Чорний, В. А. Студінський, Г. І. Литвак, О. Б. Данько. Пізніше клуб очолив В. Довгий.
У 1995 році «Папірник» здобув чемпіонство і кубок Житомирщини.
В наступному році «Папірник» брав участь в чемпіонаті України серед колективів фізкультури. Випередивши в зональній групі команди «Локомотив» (Сміла), «Будівельник» (Бровари) та ЦСКА-2 (Київ) малинчани здобули право на участь в чемпіонаті України серед команд другої ліги.
У другій лізі «Папірник» був міцним середняком. Постійні фінансові негаразди не дозволяли досягати значних успіхів. Найуспішнішим для паперовиків був сезон 1998–1999. Команда зайняла шосте місце в другій лізі і вдало виступила в кубку України, де «Папірник», після загальної перемоги над житомирським «Поліссям», вийшов в 1/16 фіналу і поступився нікопольському «Металургу».
Четвертий сезон (1999—2000) в другій лізі став останнім для «Папірника». Однією з версій розформування клубу було те, що малинська команда не знайшла шляхів для співіснування в одній лізі з житомирським «Поліссям», яке «вилетіло» з першої ліги, так як «Папірник» був фарм-клубом житомирців.
За чотири сезони «Папірник» провів 122 матчі в другій лізі, з яких 39 виграв, 49 програв і 34 звів унічию. Різниця м'ячів 109—132.
Найкращими гравцями «Папірника» в другій лізі були: Олександр Бондарчук, Сергій Вознюк, Олександр Сидоренко, Володимир Гошовець, Юрій Ковальчук, Юрій Колесник, В'ячеслав Андрієвський, Ігор Волинець.
Найкращі бомбардири 1996—2000 р.р: Олександр Бондарчук — 18, Олександр Кукса — 12, Олександр Сидоренко — 11, Ігор Поліщук — 9, Андрій Денисюк — 5, Юрій Колесник — 4, Анатолій Яневич — 4, Вадим Васильєв — 4.

## Всі сезони в незалежній Україні
| Сезон   | Чемпіонат     | Чемпіонат | Чемпіонат | Чемпіонат | Чемпіонат | Чемпіонат | Чемпіонат | Чемпіонат | Кубок           | Кубок | Кубок | Кубок | Кубок | Кубок | Кубок | Примітка                                   |
| Сезон   | Ліга          | Місце     | І         | В         | Н         | П         | М         | О         | Етап            | І     | В     | Н     | П     | М     | О     | Примітка                                   |
| ------- | ------------- | --------- | --------- | --------- | --------- | --------- | --------- | --------- | --------------- | ----- | ----- | ----- | ----- | ----- | ----- | ------------------------------------------ |
| 1995/96 | —             | —         | —         | —         | —         | —         | —         | —         | 1/32 фіналу     | 2     | 0     | 1     | 1     | 2−3   | 1     |                                            |
| 1996/97 | Друга Група А | 13 з 16   | 30        | 8         | 7         | 15        | 16−32     | 31        | 1/64 фіналу     | 2     | 1     | 0     | 1     | 1−1   | 2     |                                            |
| 1997/98 | Друга Група А | 12 з 18   | 34        | 10        | 11        | 13        | 29−34     | 41        | Попередній етап | 1     | 0     | 0     | 1     | 1−2   | 0     |                                            |
| 1998/99 | Друга Група А | 6 з 15    | 28        | 13        | 7         | 8         | 35−26     | 46        | 1/32 фіналу     | 6     | 2     | 3     | 1     | 4−3   | 7     |                                            |
| 1999/00 | Друга Група А | 11 з 16   | 30        | 8         | 9         | 13        | 29−40     | 33        | —               | —     | —     | —     | —     | —     | —     | знявся із змагань по завершенні чемпіонату |
| Всього  | Друга         | 4 сезони  | 122       | 39        | 34        | 49        | 109−132   | 112       | >4 сезони       | 11    | 3     | 4     | 4     | 8−9   | 10    |                                            |

## Досягнення
- Чемпіон України серед колективів ДСТ «Червона зірка»: 1950
- віце-чемпіон України: 1951
- Чемпіон Житомирської області: 1956, 1989, 1991, 1995
- Віце-чемпіон Житомирської області: 1955, 1981, 1987, 1990
- Володар кубка Житомирської області: 1968, 1995
- Фіналіст кубка Житомирської області: 1955, 1996
- Володар українського республіканського кубку «Союзпапірдеревпрому»: 1969
- Володар Кубка обласної ради ДСТ «Авангард»: 1983, 1984